# December Back 2 June
«December Back 2 June» es una canción de la cantante y compositora estadounidense Alicia Keys. Se lanzó como el sencillo principal del álbum navideño de Keys, Santa Baby (2022), a través de Alicia Keys Records el 28 de octubre de 2022.

## Antecedentes y lanzamiento
El 20 de octubre, se anunció que lanzaría su primer álbum navideño Santa Baby el mes siguiente y que su sencillo principal «December Back 2 June» se lanzaría el 28 de octubre. En una entrevista con NPR, Keys comentó que la canción: «Realmente está hablando de cómo en este momento de Navidad, ni siquiera necesito deseos porque tengo el amor que estoy buscando. Y creo que definitivamente ese es el sentimiento de la canción, ese amor y esta buena energía que creo que todos llamamos hacia nosotros y queremos para las fiestas es algo que podemos tener durante todo el año. Y por eso se llama "December Back 2 June"».
Keys explicó que la canción «suena como un sample de Jackson 5» y el productor Tommy Parker creó el «sonido de Michael Jackson» elevando su propia voz. Inicialmente, Keys pensó que la voz del "tono de sonido de sample» era de una canción de Jackson 5 que nunca había escuchado antes, y se enamoró del sonido, diciendo «para mí se sintió como un 'You Don 't Know My Name' o una de estas canciones que son mi estilo, como ese tipo de muestra de los años 70, le pondremos un enfoque moderno. Y así fue totalmente mío, y dijo que él lo creó. Con eso en mente».
«December Back 2 June» se lanzó simultáneamente para descarga digital en iTunes y Amazon y transmisión en Spotify, así como en YouTube. El video musical de la canción se lanzó el 4 de noviembre de 2022. Se lanzó una versión en vivo de la canción en Apple Music Live: Alicia Keys el 22 de diciembre de 2022.

## Composición y lírica
«December Back 2 June» es una canción uptempo que tiene una duración de 2 minutos y 44 segundos. La canción fue escrita por Keys, Tayla Parx y producida por Tommy Parker y YNG Josh. Según The Franklin News Post, la canción trata sobre «un amor que se extiende a lo largo de las estaciones». En el coro, Keys canta; «Para esta navidad / No necesito deseos / No desde que te conocí / Cada temporada das motivos para amarte / De diciembre a junio». La canción contiene una línea repetitiva de «solo es Navidad». Según Daniel Welsh del HuffPost, en la letra de la canción, Keys «hace referencia a cómo la temporada festiva la hace sentir nostálgica por el año pasado con un ser querido». Keithan Samuel de Rated R&B calificado declaró que en la canción «Keys le dice a su hombre que estar con él se siente como Navidad todos los días del año» y «ella no está presionada por regalos especiales durante las vacaciones porque su vínculo es más de lo que ella podría pedir». Rachel Brodsky de Stereogum describió la canción en capas como «sintonías, scooby-doo-bops y un ritmo para sentirse bien».

## Recepción crítica
Keithan Samuels de Rated R&B lo llamó una «melodía conmovedora», mientras que Retro Pop Magazine lo llamó un «número festivo amado».  Melissa Ruggieri de USA Today incluyó la canción en su lista de las mejores canciones navideñas de 2022 y escribió: «Las sombras de The Jackson 5 y Boyz II Men colorean esta porción de alma que rompe los dedos». Madeline Roth de The Daily Beast incluyó la canción en su lista de Las 25 mejores nuevas canciones navideñas de 2022 y comentó que Keys «se sumerge en el territorio Motown de los 70 en la canción y que es un clásico instantáneo para sentirse bien».. Daniel Welsh de HuffPost lo llamó «un poco de bop» y lo nombró una canción «destacada» en el álbum y escribió que la canción «mezcla un ambiente retro de R&B con un sonido moderno». Mya Abrahams de Vibe comentó que la canción es «un atasco hecho para amantes sobre tener una abundancia de amor y alegría que dura todo el año», pero la canción «parece que hay una sample de Jackson 5 sin acreditar presente». Según Rachel Brodsky de Stereogum, «Keys entra en el modo soul train de los 70 en la canción», que «muestra mucho más esfuerzo del que pensarías que Keys se esforzaría en poner en esta cómoda etapa de su carrera». Chris Klimek del periódico Washington City Paper lo calificó de seductor con «sus pistas de acompañamiento vocales, optimistas y bailables».

## Presentaciones en vivo
Keys interpretó la canción durante el concierto benéfico Curebound Concert for Cures en The Rady Shell en Jacobs Park el 4 de noviembre de 2022. Keys interpretó la canción en Today el 6 de diciembre de 2022. Keys subió una versión en vivo de la canción en su canal de YouTube el 8 de diciembre de 2022.

## Video musical
El video musical muestra a Keys teniendo una fiesta en su casa, celebrando la vida junto a familiares y amigos. El video presenta apariciones de amigos famosos como Keke Palmer, Tierra Whack, Jason Bolden, Lenny S y su esposo, el productor Swizz Beatz. Fue lanzado el 4 de noviembre de 2022 en su canal oficial de Youtube.

## Créditos y personal
Créditos adaptados de las notas del álbum de Santa Baby.
Grabación
- Grabado en Criteria Studios, Miami

Personal
- Escrita por Alicia Keys, Thomas Lumpkins, Taylor Monet, Emile Walcott y Joshua Conerly
- Producida por Tommy Parker
- Coproducida por Joshua ”YNG Josh” Conerly
- Voces arregladas por Tommy Parker y Tayla Parx
- Coros: Alicia Keys, Tommy Parker
- Diseñado y grabado por Ann Mincieli
- Diseñado por Brendan Morawski
- Ingeniero asistente: Dominic Starke
- Mezclado por Ken Lewis y George Massenburg